# ミチシルベ/ミッドナイトゲージ
「ミチシルベ／ミッドナイトゲージ」は、日本のロックバンド、ORANGE RANGEのインディーズ時代のシングル。

## 解説
- ORANGE RANGE のインディーズ時代の唯一のシングル。また、両A面シングルはこのCDと22ndシングルの｢オボロナアゲハ/もしも｣だけである。
- 2010年7月28日から、iTunes Storeにて配信されている。

## 収録曲
1. ミチシルベ
「ミチシルベ〜a road home〜」の原曲。
こちらの方は、キーが高いのと、ドラムソロがあったり、歌詞の順番が違うなど「ミチシルベ〜a road home〜」とは大きく違っている。
制作当時、RYO以外のメンバーは高校を卒業したタイミングで、RYOは高校に入学した頃であった。これからのバンドに対しての不安と希望の境目にいるような状態だったからこそ完成した曲とメンバーは語っている。歌詞はこれまでメンバー同士で見せ合う事が多かったが、「ミチシルベ」からMC3人がそれぞれ担当を分け、想いを歌詞にしたという。YAMATOは人の運命みたいなことを考えて書いたといい、HIROKIは不安と葛藤の中で前に進むために考えることを思って歌詞を書いたという。高校入学したてのRYOは部活動のことを思い出しながら他のメンバーに向けて書いたという[1]。
インディーズ時代は対バン形式が多く、楽曲の雰囲気が合わないことから、シングル曲でありながらライブで披露されることは少なかった[1]。
2. ミッドナイトゲージ
「沖縄コザ」をメンバーの目線で歌った曲である。
3. キリキリマイ〜リューキューディスコリミックス〜
RYUKYUDISKOによるリミックスバージョン。
メジャーデビューシングル「キリキリマイ」にも、キリキリマイのRYUKYUDISKOによるリミックスが収録されているが、まったく異なった曲になっている。